# 下山順一郎

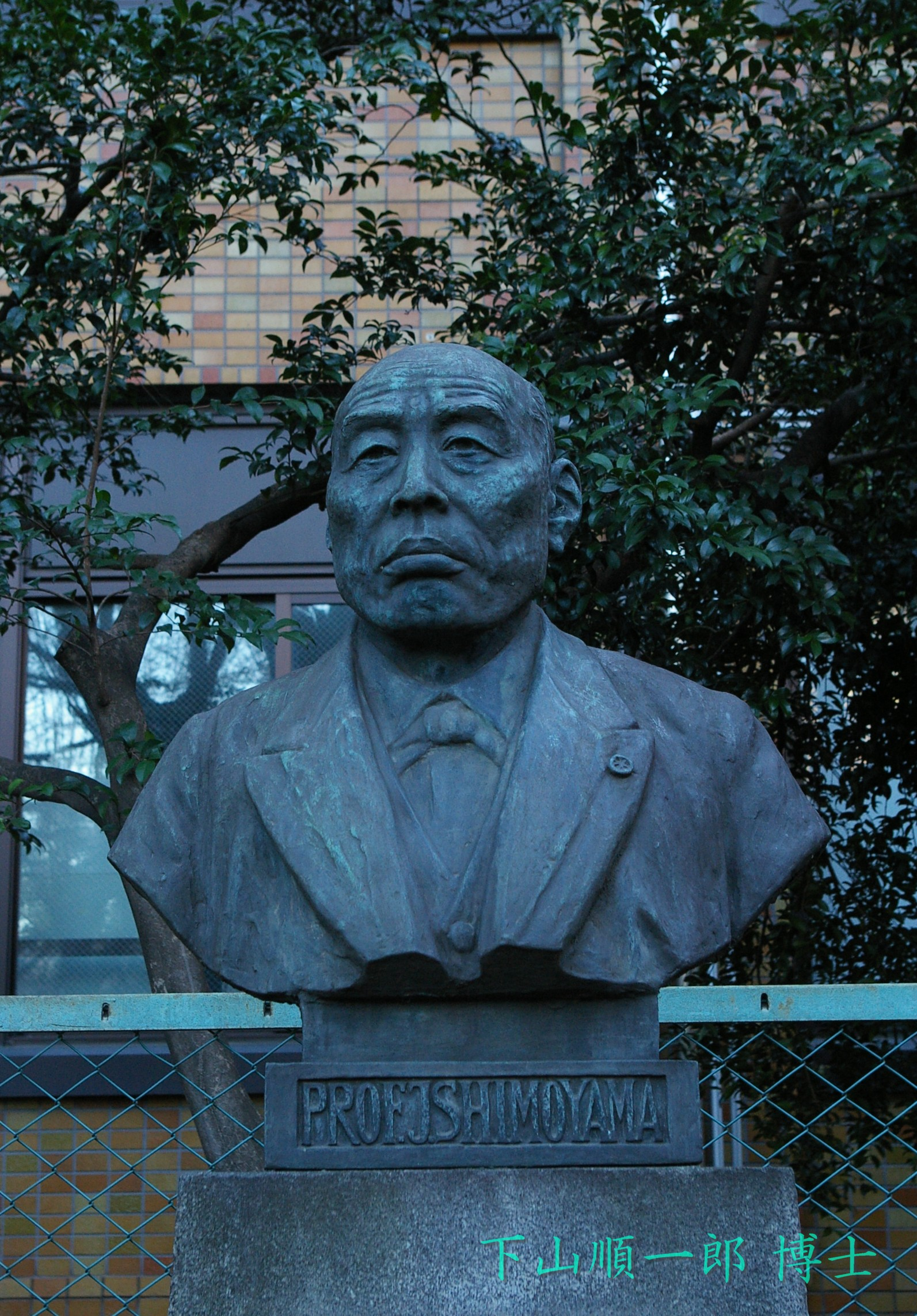
東京大学本郷キャンパス構内にある胸像

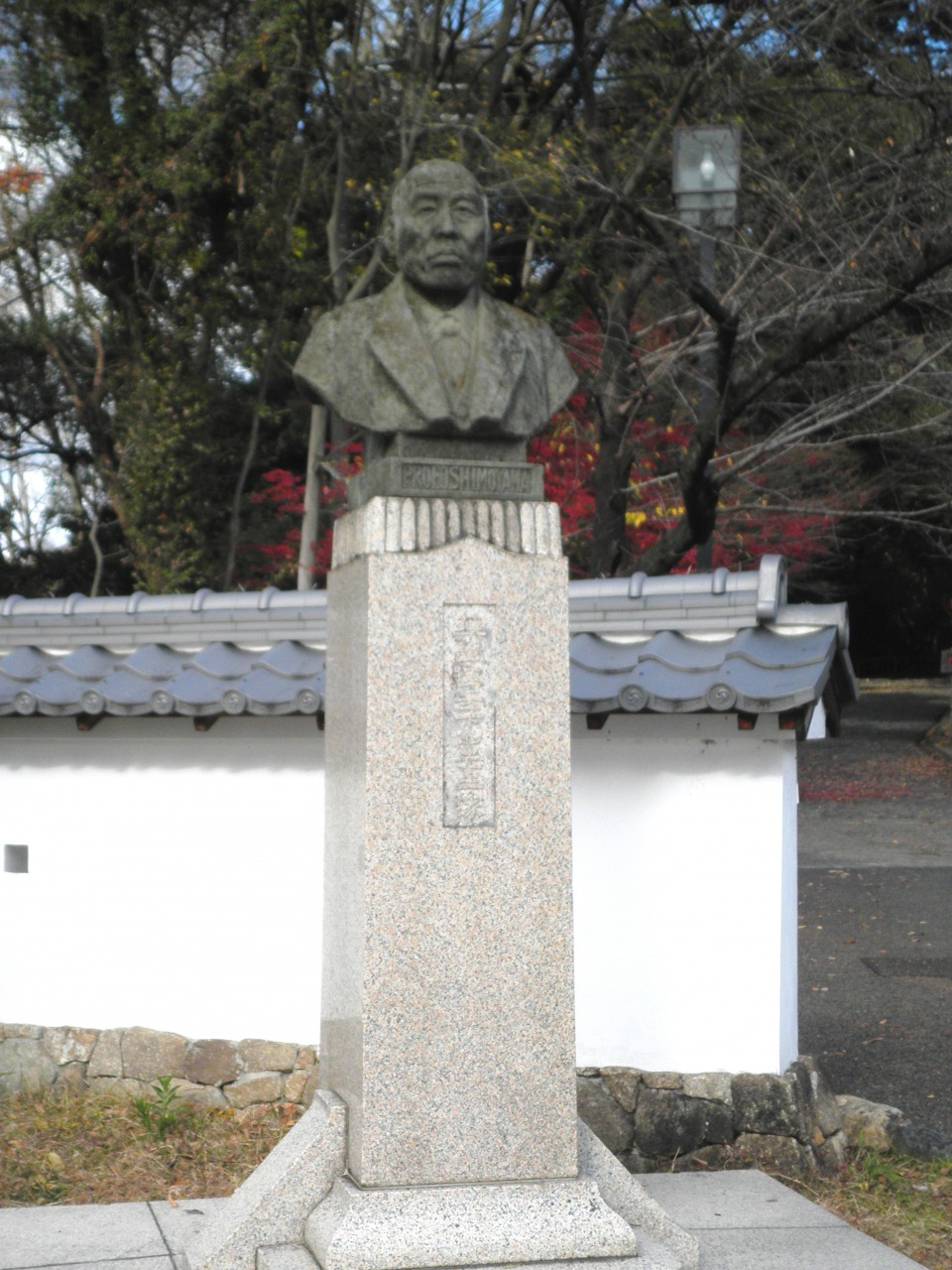
犬山城前にある胸像（愛知県犬山市）

下山 順一郎（しもやま じゅんいちろう　嘉永6年2月18日（1853年3月27日） - 明治45年（1912年）2月12日）は、明治時代の日本の薬学者。薬学博士第1号であり、日本薬剤師会第2代会長、私立薬学校（現東京薬科大学）初代校長。

## 略歴
嘉永6年2月18日(1853年3月27日)、尾張国犬山藩士、藩校「敬道館」助教下山健治・よしの長男として生まれる。諱忠興。「敬道館」で漢学と本草学を修める。明治3年（1870年）10月犬山藩の貢進生に選ばれ神田一ッ橋の大学南校に入学。獨二之部（獨逸語科）に学び、明治6年（1873年）9月第一大学区医学校（現：東京大学）製薬学科に進学。明治11年（1879年）3月第1回生として首席で卒業し、翌年製薬士の学位を受け、その後、陸軍薬剤官と大学助教授を兼任する。明治16年（1883年）に日本薬局方編纂御用掛となるが、シュトラスブルク大学に留学し、フルキーゲル（Flukiegel）の下で学ぶ。
明治20年（1887年）6月帰国後、陸軍1等薬剤官に任官。帝国大学医科大学の生薬学講座初代教授となり、生薬学の基礎を確立した。明治21年（1888年）8月東京薬剤師会初代会頭。11月私立薬学校(後：東京薬学校、現：東京薬科大学)の初代校長に就任。医薬分業に関する決意と意義を示した。明治23年5月第1回薬剤師試験委員委嘱。明治25年ロシア政府より同国博物館名誉会員。明治26年（1893年）フィラデルフィア薬科大学名誉教授。明治31年4月叙正五位、6月叙勲六等瑞宝章。明治32年（1899年）3月27日薬学博士の第1号学位受領。6月叙勲五等瑞宝章。薬局方編集委員（明治21年（1888年）～24年（1891年））及び調査委員（明治33年（1900年）～39年（1906年））、日本薬剤師会会長(明治42年（1909年）～45年（1912年）などを歴任し、日本薬学界の発展に多大に寄与した。
1900年（明治33年）、台湾総督府の委嘱により台湾の薬業を視察。特産の樟脳油の研究開発に貢献した。明治36年欧州各国の薬学視察を命ぜられる。1907年（明治40年）3月学生の実習および研究に資するため、私財を投じ東京府北豊島郡王子町下十条（現：東京都北区中十条）に大規模な薬草園「是好薬園」を開設し、和洋多種の薬用植物栽培に力を注ぐ。
1912年（明治45年）2月12日に死去。58歳没。墓所は墨田区常泉寺。
没後、栽培植物は一部外来樹木を保存、四男下山忠廉により埼玉県粕壁町の薬草園に寄贈、移植された。同園は内務省東京衛生試験所粕壁薬用植物試験圃場から春日部薬用植物栽培試験場となり、現在は筑波研究学園都市の薬用植物資源研究センター筑波研究部に移管、発展している。「是好薬園」敷地は三男下山忠典が陸軍軍医少将を経て眼科医開業、その後現在に至る。墓所は東京都墨田区向島の菩提寺「常泉寺」、静岡県富士宮市の日蓮正宗総本山「大石寺」。大正2年（1913年）「常泉寺」に遺徳顕彰碑建立。胸像建立と地は、大正2年（1913年）東京帝国大学薬学科教室玄関脇(現：東京大学薬学部東側)、昭和5年（1930年）東京薬学専門学校（現：東京薬科大学正面玄関内）、昭和6年（1931年）愛知県犬山市北古券の国宝犬山城入口横。

## 親族
- 高木繁（医学者）[4]
- 孫・高木健太郎（生理学者、参議院議員）[4]

## 栄典
- 1900年（明治33年）12月20日 - 勲四等瑞宝章[5]
- 1903年（明治36年）12月26日 - 勲三等瑞宝章[6]
- 1910年（明治43年）12月26日 - 勲二等瑞宝章[7]
- 1912年（明治45年）2月12日 - 叙従三位旭日重光章

## 著作
- 丹波敬三との共著『無機化学 前後編』丸善書店、1878年
- 丹波敬三、柴田承桂との共著『有機化学 前後編』丸善書店、1879年
- 共著『化学真理』競英堂、英蘭堂 共同刊行、1880年
- オスカル・コルシェルト著、下山順一郎訳『酒類防腐新説』田辺五兵衛、1880年
- Neubauer原著、下山順一郎訳、柴田承桂との共著『検尿法』英蘭堂、1881年
- 丹羽藤吉郎との共著『製薬全書』1881年
- 『生薬学』1890年
- 共著『薬学実験全書1-定性分析編』南江堂、1894年
- 共編『提要無機化学-完』1898年
- 『薬用植物学-全』南江堂、1902年
- 『第三改正日本薬局方注解』南江堂、1904年